# Joseph Chabert
Pour les articles homonymes, voir Chabert.
Joseph Chabert, né le 3 juin 1831 à Lauris (Vaucluse) et décédé le 29 mars 1894, est un peintre et un homme d'Église québécois.

## Biographie
Natif de Lauris, en France, il étudie à l'École impériale des beaux-arts de Paris. Il est membre de la congrégation de Sainte-Croix de 1861 à 1864.
Il est recruté par l'évêque Henri Faraud pour évangéliser la terre de Rupert. Chabert finit par renoncer et décide plutôt d'aller enseigner le dessin dans le Bas-Canada, à Sainte-Thérèse et à Terrebonne.
Venu à Montréal en 1870, il est influencé par Napoléon Bourassa et il fonde l'Institut national des beaux-arts, qui était financé par Jean-Baptiste Prat. Il enseigna à de nombreux élèves dont Edmond Dyonnet et reçut des éloges publiques.
Son appui militant au mouvement ouvrier fait de lui un marginal au sein du clergé. Lorsqu'il est accusé d'avoir assailli une jeune fille en 1886, sa vie s'effondre et il meurt dans un asile en 1894.

## Musées et collections publiques
- Bibliothèque et Archives Canada[1]
- Musée de la civilisation[2],[3]

## Disciples
- Henri Beau
- Georges Delfosse
- Edmond Dyonnet
- Ulrich Lamarche
- Ludger Larose
- François-Édouard Meloche
- Marc-Aurèle de Foy Suzor-Côté